# 帕尔达扬 (埃罗省)
帕尔达扬（法語：Pardailhan，法語發音：[paʁdajɑ̃]）是法国埃罗省的一个市镇，属于贝济耶区。

## 地理
帕尔达扬（43°27'3"N, 2°50'47"E）面积41.18 平方千米，位于法国奧克西塔尼大區埃罗省，该省份为法国南部沿海省份，南濒地中海，西南接奥德省，西北接塔恩省和阿韦龙省，东北与加尔省接壤。
与帕尔达扬接壤的市镇（或旧市镇、城区）包括：阿西尼昂、巴博布尔杜、费里耶尔普萨鲁、里奥尔斯、圣让德米内尔瓦。

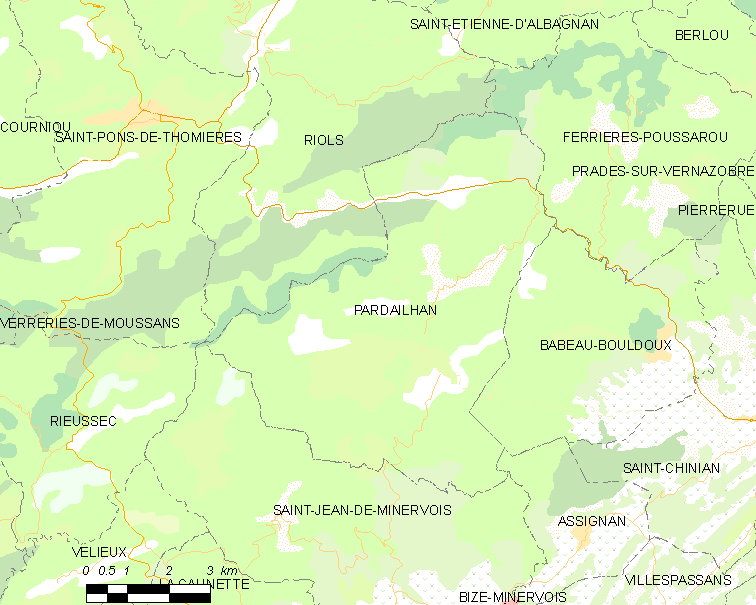
的OSM定位图

帕尔达扬的时区为UTC+01:00、UTC+02:00（夏令时）。

## 行政
帕尔达扬的邮政编码为34360，INSEE市镇编码为34193。

## 政治
帕尔达扬所属的省级选区为圣庞斯德托米耶尔县。

## 人口

1962-2008年间人口变化图示

帕尔达扬于2022年1月1日时的人口数量为171人。